# Kerk en Vrede
Kerk en Vrede is een Nederlandse van oorsprong   protestantse vereniging die zich binnen en buiten de kerken inzet voor ontwapening en geweldloosheid. Het is de oudste nog steeds bestaande vredesorganisatie in Nederland. Het pacifisme is haar leidende filosofie waardoor haar maatschappelijke invloed beperkt bleef, zeker in vergelijking met meer pragmatische vredesorganisaties als Pax Christi en het Interkerkelijk Vredesberaad.

## Geschiedenis
In 1924 startten een aantal tegen de oorlog en oorlogstoerusting gekante predikanten de beweging. In 1928 richtte Kerk en Vrede zich tot de samenleving met het later bekend geworden boek De zondeval van het christendom van haar voorzitter prof. dr. Gerrit Jan Heering, die van 1919 tot 1949 hoogleraar was aan het Remonstrants Seminarium in Leiden. Ds. Jan Buskes maakte van 1929 tot 1961 deel uit van het hoofdbestuur van Kerk en Vrede.
Van 1924 tot 1934 steeg het aantal leden van 1500 naar 9100. Kerk en Vrede gaf het maandblad uit dat indertijd Militia Christi heette. Ook de International Fellowship of Reconciliation (IFOR) is, in 1923, in Nederland opgericht en zag het als haar taak om verzoening te brengen tussen de volkeren. Nog steeds is Kerk en Vrede de Nederlandse afdeling van IFOR.
Na de Tweede Wereldoorlog en vooral na het massale kernwapenprotest (1977-1986) is de aanhang sterk geslonken en vergrijsd. In de naoorlogse periode waren gezichtsbepalende personen prof. dr. Hannes de Graaf en prof. dr. Krijn Strijd. Later zou ds. Harry Zeldenrust als studiesecretaris een invloedrijke rol spelen.
In september 2001 was Kerk en Vrede met haar algemeen secretaris Jan Schaake een van de drijvende krachten achter de oprichting van het Platform tegen de Nieuwe Oorlog, dat in het leven werd geroepen als reactie op het toenemende Amerikaanse militarisme na de aanslagen op 11 september 2001 in de Verenigde Staten.

## Voorzitters
- 2005: Arjan Vliegenthart
- 2006-2009: predikante Wies Houweling
- 2009-heden: katholieke pastor Henk Baars